# Nanosesarma
Nanosesarma is een geslacht van kreeftachtigen uit de klasse van de Malacostraca (hogere kreeftachtigen).

## Soorten
- Nanosesarma andersonii (de Man, 1888)
- Nanosesarma batavicum (Moreira, 1903)
- Nanosesarma edamense (de Man, 1887)
- Nanosesarma jousseaumei (Nobili, 1906)
- Nanosesarma minutum (de Man, 1887)
- Nanosesarma nunongi Tweedie, 1950
- Nanosesarma pontianacense (de Man, 1895)
- Nanosesarma sarii Naderloo & Türkay, 2009
- Nanosesarma tweediei (Serène, 1967)
- Nanosesarma vestitum (Stimpson, 1858)